# Toast Records
Toast Records ist ein italienisches Plattenlabel aus Turin (Italien). Es wurde 1985 von Giulio Tedeschi gegründet. Das Label veröffentlicht vorwiegend Alternative Rock.

## Diskografie (Auswahl)
| Jahr | Künstler          | Titel                            |    |
| ---- | ----------------- | -------------------------------- | -- |
| 1985 | No Strange        | No Strange                       | LP |
| 1988 | Afterhours        | All the Good Children Go to Hell | LP |
| 1988 | Statuto           | Vacanze                          | LP |
| 1995 | Fleurs du Mal     | 3                                | CD |
| 1999 | Steve Sperguenzie | 5 Investigators                  | CD |
| 2007 | Trenincorsa       | La Danza dei sogni               | CD |
| 2007 | Marcello Capra    | Ritmica-mente                    | CD |
| 2009 | Jambalaya         | Quando vola lo struzzo           | CD |
| 2010 | Trenincorsa       | Verso casa                       | CD |